# Lloque (distrito)
O Distrito de Lloque é um dos 11 distritos da Província de General Sánchez Cerro, departamento Moquegua, Peru.

## Transporte
O distrito de Lloque é servido pela seguinte rodovia:
- MO-103, que liga o distrito de San Cristobal à cidade de Ichuña
- z,MO-106, que liga o distrito de Ichuña à cidade de Carumas
- MO-104, que liga o distrito de Ubinas à cidade [1][2][3]